# Sötét hangyaboglárka
A sötét hangyaboglárka (Maculinea nausithous, Phengaris nausithous) a lepkék (Lepidoptera) rendjébe, a boglárkalepkék (Lycaenidae) családjába, a hangyaboglárkák (Maculinea) nemébe tartozó faj.

## Megjelenése
A hím felül kék, elülső szárnyáról a fekete foltsor hiányzik vagy alig látható, a fekete szegély mindkét szárnyon igen széles. A nőstény majdnem teljesen barnásfekete, csak a szárny tövénél van némi kék behintés. Szárnyainak fonákja sötét csokoládébarna, szürke árnyalat nélkül és csak szemfoltsor díszíti, a szegélyfoltsor teljesen hiányzik. Testmérete:28-33 milliméter.A hernyója bíborbarna vagy sárgásbarna, pontszerű bibircsek fedik.

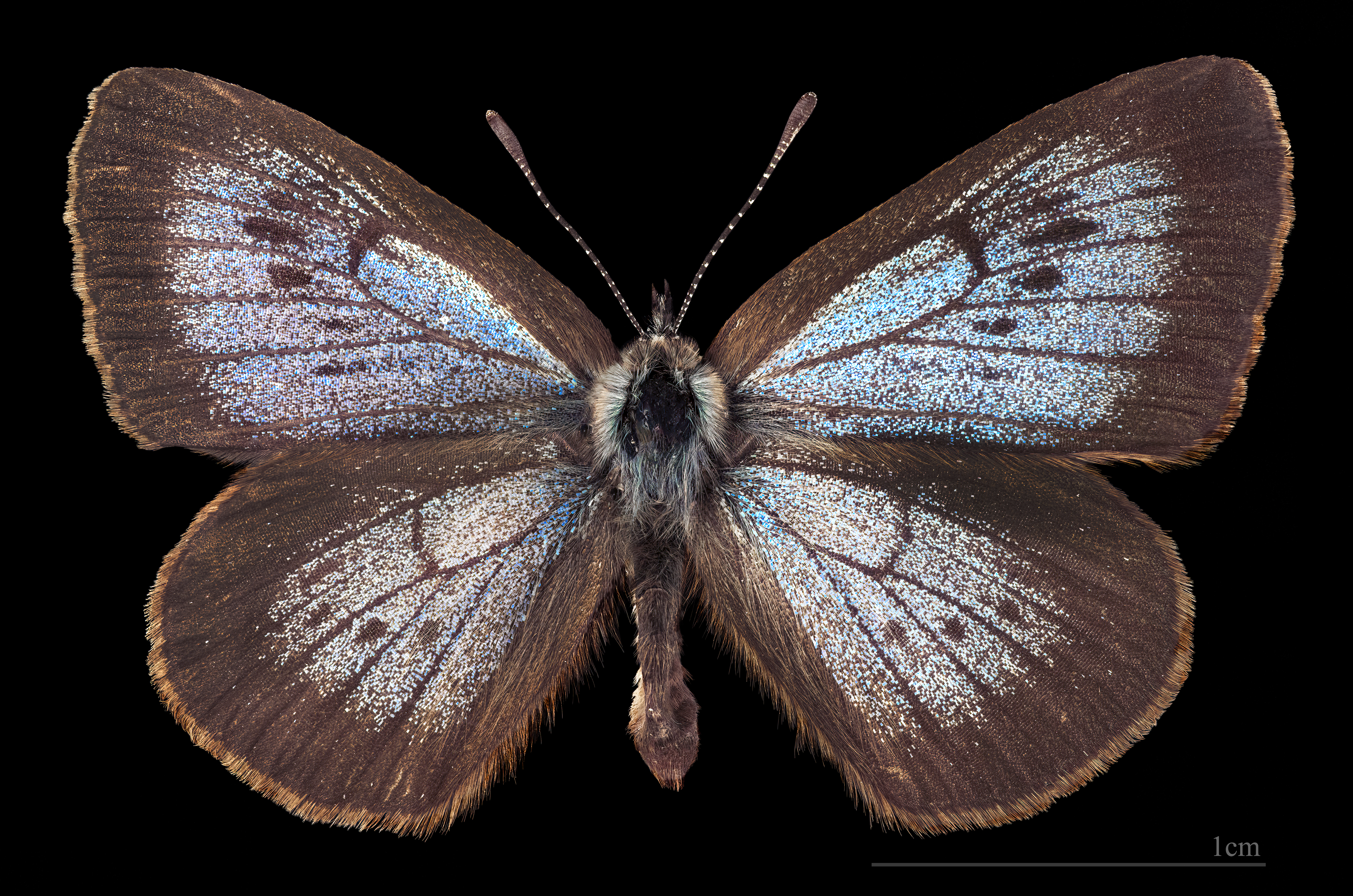
Phengaris nausithous ♂
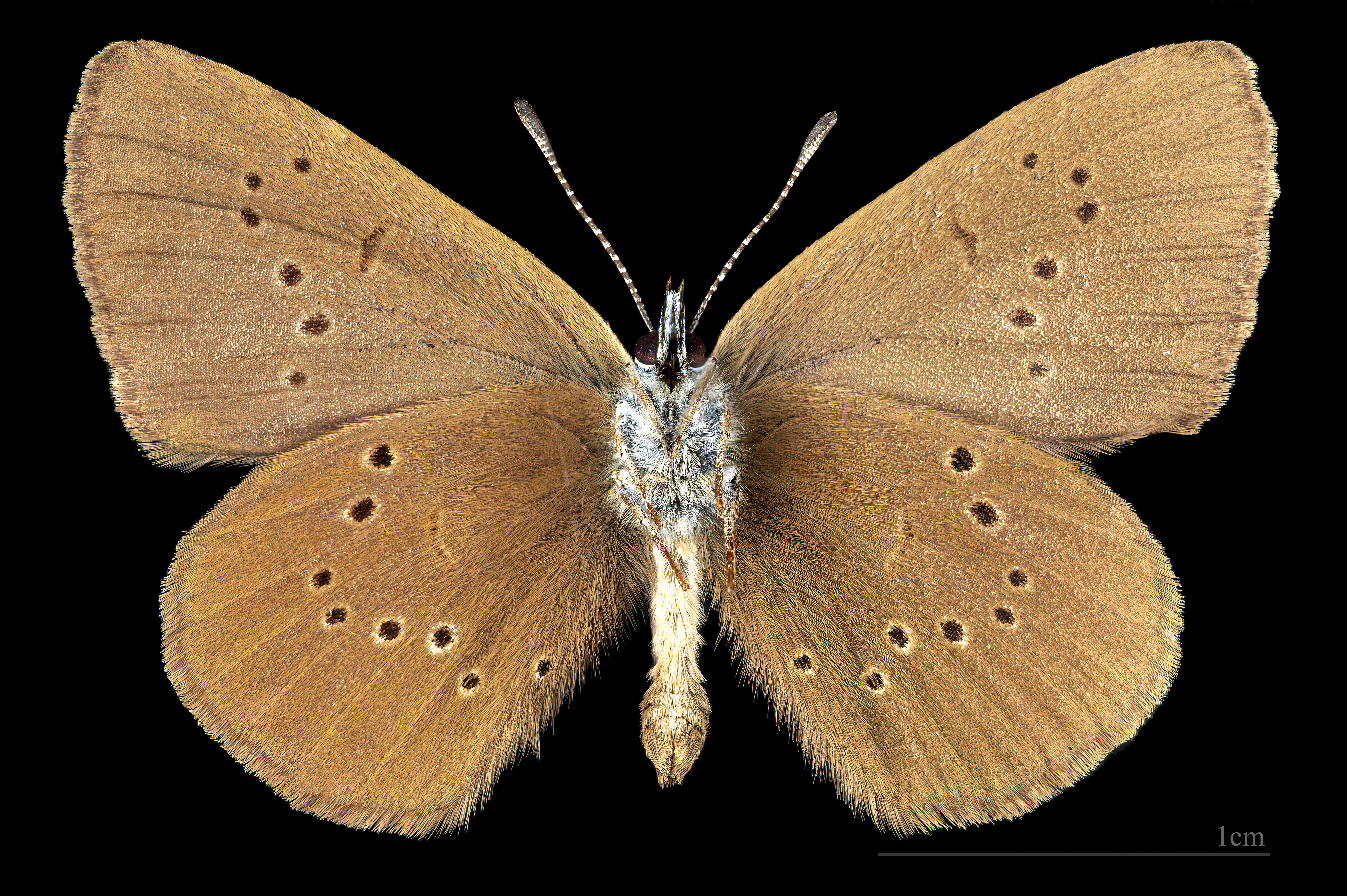
Phengaris nausithous ♂  △

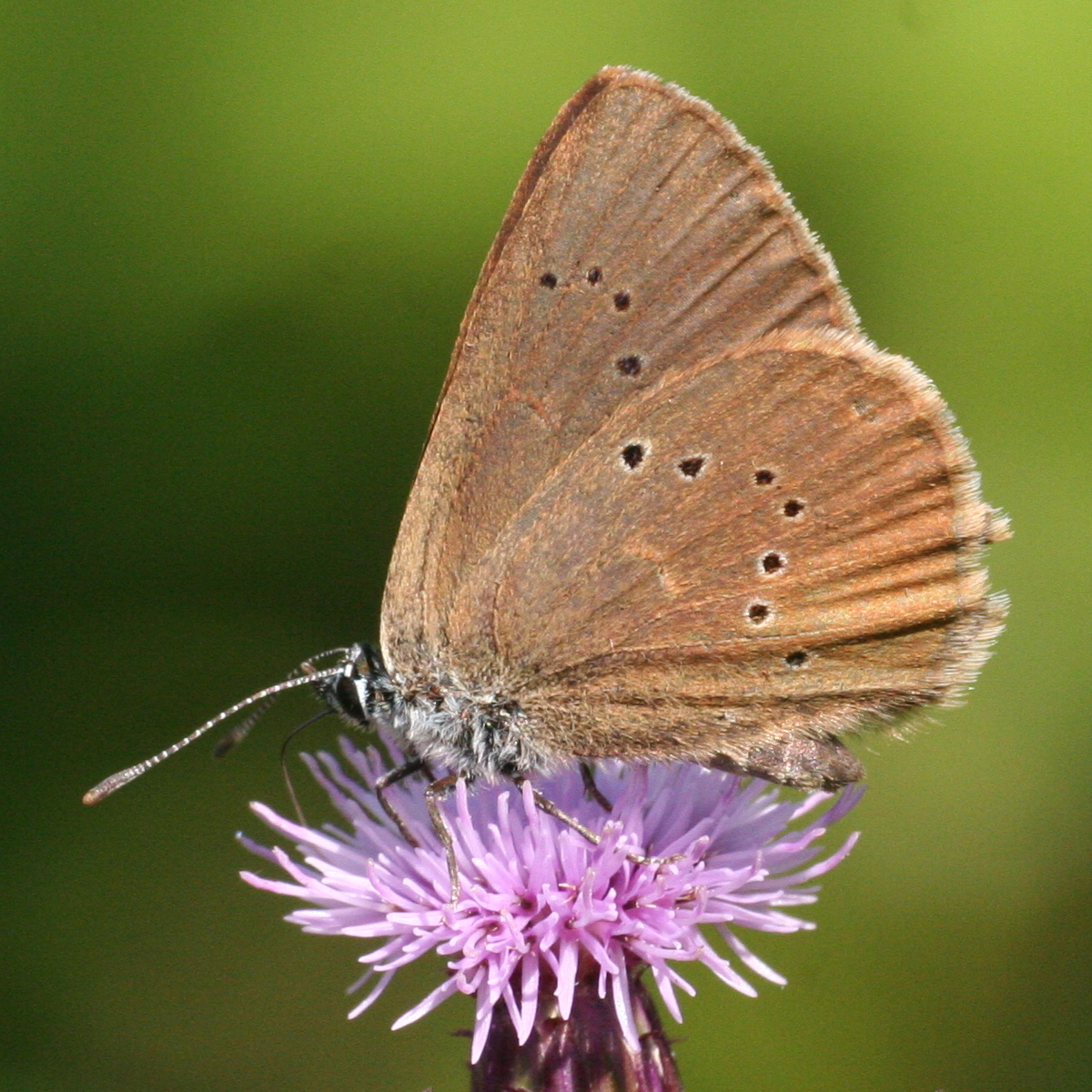

## Elterjedése
Franciaországtól az Urálig és a Kaukázusig, valamint Pomerániától Olaszországig elterjedt faj. Magyarországon a Dunántúl láprétjein található, azonban vannak régi adatai a Dunától keletre is.

## Élőhelye
Láp és mocsárréteken él, a hegyekben (1600 méterig) nedves erdei tisztásokon is, egyéb területeken a magasfüvű rétsztyeppék nedvesebb foltjain.

## Életmódja
Tápnövénye az őszi vérfű (Sanguisorba officinalis). Hernyója hangyákkal (Myrmica rubra, Myrmica scabrinodis) él együtt. Egyetlen nemzedéke július-augusztusban repül.

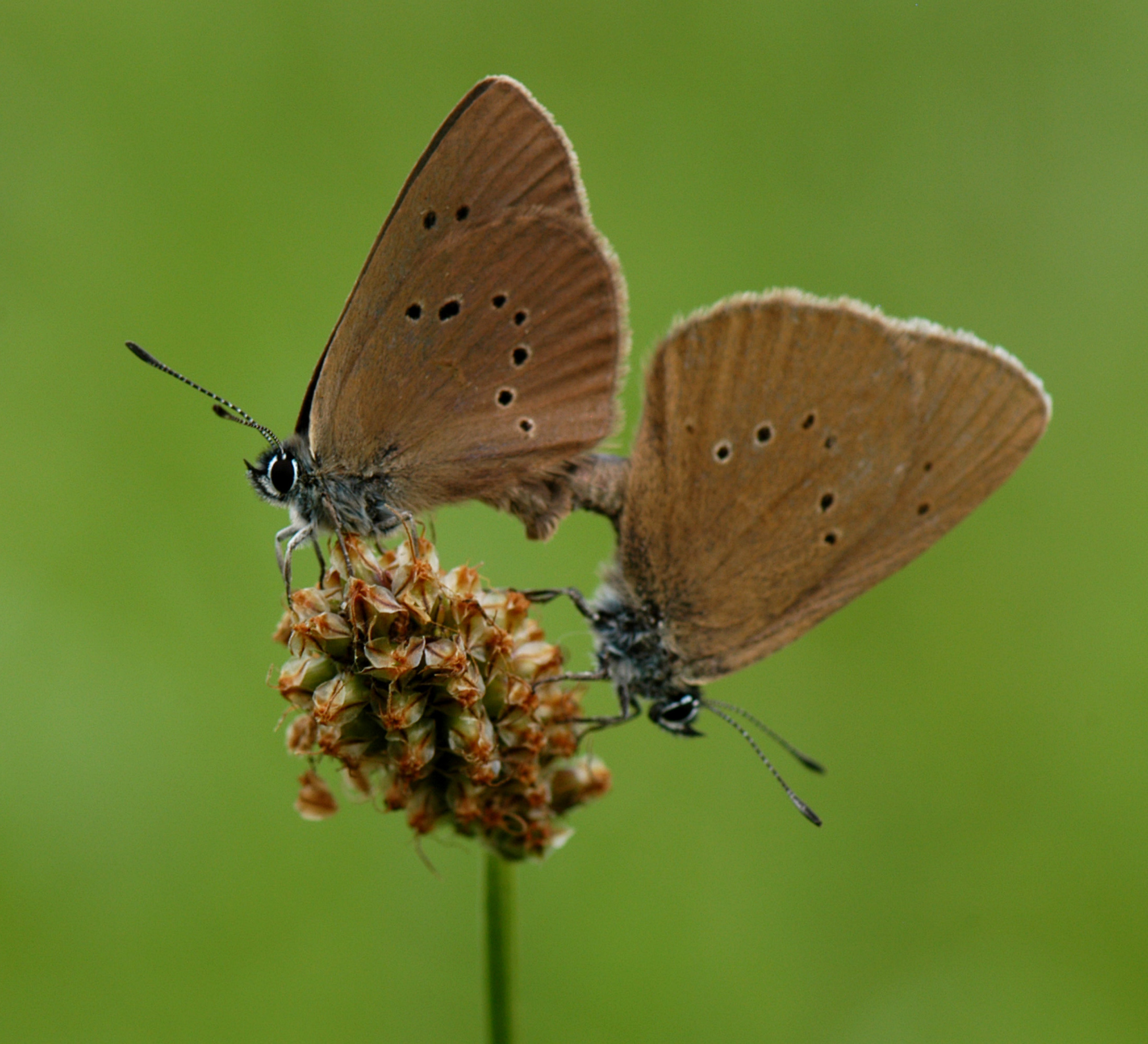
Szaporodása